# Elephantomyia (Elephantomyia) primitiva
Elephantomyia (Elephantomyia) primitiva is een tweevleugelige uit de familie steltmuggen (Limoniidae). De soort komt voor in het Neotropisch gebied.